# Немтырев, Александр Сергеевич
Александр Сергеевич Немтырев (род. 10 июня 1951, Москва) — советский-российский тренер по плаванию, Заслуженный тренер России, тренер сборной команды России с 2012 года.

## Биография
Александр Немтырев – выпускник ГЦОЛИФК, мастер спорта СССР по плаванию. Свою тренерскую деятельность  начал в 1960-х годах на Урале, куда попал по  распределению после окончания университета.
С 2012 года — тренер сборной России по плаванию.
Является одним из ведущих специалистов по подготовке пловцов брассистов в стране.
Работает с элитными спортсменами национальной сборной, входит в тренерский штаб на чемпионатах мира, Европы и Олимпийских играх.

## Лучшие воспитанники
- Антон Чупков - Заслуженный мастер спорта России, двукратный чемпион мира, двукратный чемпион Европы, бронзовый призёр Олимпийских игр 2016 года, экс-рекордсмен мира.
- Розалия Насретдинова - Заслуженный мастер спорта России, двукратная экс-рекордсменка мира.

## Награды и достижения
- Заслуженный тренер России[1]
- Мастер спорта СССР[2]
- Лауреат премии "Тренер года" Всероссийской федерации плавания 2014, 2016, 2018, 2019 годов.[5]

## Семья
Женат.

## Цитата
...на девяносто процентов успеха у нас, у любого тренера, даже в детских группах начальной подготовки- это психология.
...когда тренер слышит ученика и видит его, и ученик полностью доверяет ему, вот тогда будет результат.